# Jan III van Renesse
Jan III van Renesse (ca. 1268 - 16 augustus 1304) was een Zeeuwse edelman die een stormachtige loopbaan doorliep.

## Jan II van Renesse en de jeugd van Jan III
Hij was een zoon van Jan II van Renesse (ca. 1250 - ca. 1294). De eerste vermelding van Jan III van Renesse is te vinden in een oorkonde van 15 augustus 1282, waarmee Floris V van Holland in zijn gebieden tolvrijheid verleende voor de goederen van Goudse poorters die op niet-tolbare schepen werden vervoerd. De beneficiarissen waren Jan van Renesse, vader en zoon, deze laatste vermeld als Johannes sinen soen, die Sophien heeft die joncvrouwe van der Gouden te wive.:2
De machtsbasis van de familie Van Renesse lag in Zeeland, vooral op het eiland Schouwen, met hun slot Moermond als centrum. Jan II en zijn broer Costijn van Renesse speelden een hoofdrol bij de verovering in 1280 door Floris V van het door Gijsbrecht IV van Amstel van de bisschop-elect Jan van Nassau in pand genomen slot Vreeland.
Jan III was rond 1280 getrouwd met de erfdochter Sophia van der Goude († 1299). Ze hadden een dochter, Margriet, die op grond van een grafelijk privilege van 24 maart 1297 de stad Gouda van haar moeder kon erven. Met het in handen hebben binnen de familie van de stad Gouda kreeg zijn vader Jan II de supervisie over een strategisch belangrijke plek: van daaruit kon hij een waakzaam oog houden op Oudewater en de rest van het land van Woerden, dat na de vlucht van Herman van Woerden in 1281 aan Floris V in pand was gegeven.
Ook in de rest van de jaren 1280 was Jan II van Renesse een steunpilaar van de grafelijke macht aan de oostgrens van zijn gebied. Dit bleef echter niet duren. De rebellie van Zeeuwse edelen vanaf 1290 en hun aansluiting bij graaf Gwijde van Dampierre, graaf van Vlaanderen kwam bij Floris V hard aan. De edelen waren al langere tijd ontevreden over de manier waarop de graaf de keure van Zeeland toepaste.
Ze konden bovendien gebruikmaken van de langdurige tegenstelling tussen Holland en Vlaanderen over Zeeland-bewesten-Schelde (Walcheren en de Bevelanden): de Hollandse graven probeerden voor dit gebied onder de leenband met de Vlaamse graaf uit te komen. Jan II van Renesse was een van de meest prominente afvalligen: op 18 maart 1290, direct bij het begin van de opstand, droeg hij zijn huis te Renesse met een stuk land eromheen aan graaf Gwijde van Dampierre op en werd zo diens vazal.
De Zeeuwse opstand liep voor graaf Floris V uit op zijn onverhoedse gevangenneming door de graaf van Vlaanderen en de gedwongen ondertekening op 12 juni 1290 in Biervliet van een voor hem zeer nadelig verdrag.  Nadat hij uit Vlaamse gevangenschap was ontslagen, zette hij op zijn beurt Jan II van Renesse en diens halfbroeder Dirk van Brederode vast in Geertruidenberg, om ze pas vrij te laten nadat hun dochters ongelijke huwelijken met sommige van zijn raadslieden hadden moeten sluiten. Daarna verzoenden van Renesse en van Brederode zich met de graaf. Aan een nieuwe rebellie tegen de graaf in Zeeland in 1292, onder leiding van de families Van Borssele en Van Cats deden Jan II en Jan III van Renesse en de halfbroer van Jan II, Dirk van Brederode, niet mee.

## Jan III van Renesse en zijn woelige leven
Na 1290 trad Jan III nog met zijn vader op. In een oorkonde van 7 mei 1293 werd hij naast zijn vader genoemd onder de borgen van een verdrag tussen Floris V en de Utrechtse bisschop Jan van Sierck en op 28 augustus 1293 waren vader en zoon Van Renesse getuige bij de regeling van de Voornse erfenis door graaf Floris. Rond die tijd overleed Jan II en Jan III volgde hem op.
In het voorjaar van 1295 woedde de strijd weer tussen Holland en Vlaanderen, nadat Floris V bij de Roomse koning Adolf van Nassau herroeping had verkregen van het vernederende verdrag dat hij in Biervliet verplicht was geweest te ondertekenen. Vanuit Vlissingen trok Jan III van Renesse naar Sluis en zette deze voorhaven van Brugge in brand. Er volgde een wapenstilstand, maar die was van korte duur. In het najaar herbegon de strijd. De Vlamingen werden op Borssele verslagen door een Hollandse krijgsmacht, die volgens sommige auteurs door de vrome ridder Jan III van Renesse werd aangevoerd.:4-5
Toen in de winter van 1295-1296 graaf Floris V een politieke ommezwaai maakte en zijn bondgenootschap met koning Eduard I van Engeland ruilde voor een met de koning Filips IV van Frankrijk, was dit niet tot ieders tevredenheid. Verschillende edelen hielden het bij het bondgenootschap met de Engelse koning en organiseerden een samenzwering om Floris gevangen te nemen en te vervangen door zijn jonge zoon Jan, die verloofd was met de Engelse prinses Elisabeth en die in Engeland werd opgevoed. In juni 1296 werd het plan uitgevoerd, maar korte tijd daarop werd Floris onverhoeds gedood toen enkele Gooiers hem wilden bevrijden.
In het najaar 1296 trad de nieuwe en twaalfjarige graaf Jan I van Holland in het huwelijk en stak een delegatie van Hollandse ridders en burgers over naar Engeland, om de plechtigheid bij te wonen. Jan III van Renesse was een van hen. Bij de terugkeer en zeker tot halverwege 1297 was hij de voornaamste raadgever van de jonge graaf. Op 27 maart 1297 voerde hij de troepen van de graaf aan en in de strijd met diens opponenten onderscheidde hij zich op het slagveld bij Vronen, ten noorden van Alkmaar. Deze militaire actie vestigde zijn faam als krijgsman. De beloning volgde: hij werd benoemd tot baljuw van Dordrecht en de wijde omgeving. In 1991 vond men tijdens archeologische opgravingen in Sint Pancras, skeletten van gesneuvelden, van zowel mannen als vrouwen, waaruit bleek dat tijdens deze slag ernstige oorlogsmisdaden werden begaan. Grotendeels alle weerbare mannen van Westfriesland, van alle vier ambachten werden afgeslacht. Het dorp Vronen ging in vlammen op en verdween daarmee voorgoed van de kaart, er mocht niet meer op gewoond worden.
Zijn bevoorrechte positie naast de jonge graaf bleef niet duren. Onder de raadslieden van Jan I trad Wolfert I van Borselen op de voorgrond en zijn invloed nam toe. Er woedde weldra een gevecht voor de eerste plaats tussen Renesse en Borsele. Wolfert zorgde ervoor dat aan Renesse taken werden opgedragen die hem ver van de graaf bezighielden. Hij maakte aan de graaf wijs dat Renesse hem wilde gevangennemen en afzetten. Hij bracht de graaf naar Veere en deed Renesse oproepen om er zich te komen verantwoorden. Die ging daar niet op in en werd dan maar verbannen, terwijl zijn slot in Moermond werd verwoest. Tegen einde oktober 1297 was de breuk volledig. In de twee volgende jaren bleef Wolfert de plak zwaaien en was Holland onveilig voor Jan III van Renesse.
Hij trok dan maar naar Vlaanderen om er zijn diensten aan te bieden en meteen contacten te realiseren met de Engelse koning. Op 1 augustus 1299 werd Wolfert van Borssele in Delft gelyncht door een volksmenigte, naar aanleiding van een conflict dat hij had met de poorters van Dordrecht. Jan III ondernam onmiddellijk een poging om naar het graafschap terug te keren. Kort daarop overleed de jonge graaf en volgde zijn oom uit het Henegouwse huis van Avesnes hem op als graaf Jan II van Holland. Met hem was een overeenkomst voor Renesse onmogelijk.
Jan III van Renesse keerde dan ook naar Vlaanderen terug en stelde zich in dienst van graaf Gwijde van Dampierre, de vijand van de Avesnes. Renesse hernam de strijd in Zeeland, met wisselende kansen. Jan II van Avesnes haalde de bovenhand, verbande hem en verdeelde zijn goederen onder Avesnesgetrouwen.
Op 1 januari 1301 werd slag geleverd bij Lodyke, een voormalig dorp nabij Bergen op Zoom, door de opstandige Zeeuwen onder leiding van Jan III van Renesse en Floris van Borsele, maar Jan zonder Genade, de zoon van graaf Jan II van Avesnes, versloeg ze. Renesse trok weer naar Vlaanderen.
Op 11 juli 1302 nam hij aan Vlaamse zijde deel aan de Guldensporenslag bij Kortrijk.:7 De Vlaamse overwinning werd vrij algemeen mede toegeschreven aan de manier waarop Renesse tactische leiding gaf.
Vanaf 1303 was hij weer gewikkeld in de gevechten die de Vlamingen gingen leveren tegen de Avesnes op hun noordelijke gebieden. In april en mei vielen de Vlamingen Zeeland binnen en bezetten Middelburg.:7 Daarna kwam men weer een wapenstilstand overeen. Maar in maart 1304 begonnen de vijandelijkheden opnieuw. De Vlamingen behaalden een overwinning op het eiland Duiveland.:7 Daarbij namen ze Gwijde van Avesnes, broer van graaf Jan II en sinds 1301 bisschop van Utrecht, gevangen.:7 Door eigentijdse kroniekschrijvers werd Jan van Renesse aangeduid als de aanstoker van de Vlaamse agressie.:7 Bij het verdere oprukken tot diep in Holland werd Renesse opnieuw als hoofdrolspeler vernoemd.:7 Hij maakte deel uit van het gevolg van graaf Gwijde van Namen en installeerde zich in de bisschopsstad Utrecht als diens zaakwaarnemer.:7
Vanaf april 1304 keerden de krijgskansen: Witte van Haamstede, bastaardzoon van Floris V, landde aan de kust bij Zandvoort en bewerkstelligde een Hollands herstel.:7-8 De Vlaamse troepen werden uit Gouda en elders verdreven en Gwijde van Namen nam de wijk uit Utrecht. Op 10 augustus kwam het tot een zeeslag bij Zierikzee op de Gouwe, waarbij de Vlamingen de strijd verloren.:8
Jan III van Renesse en enkele anderen verlieten heimelijk Utrecht. Ze wilden een overtocht doen over de Lek bij Beusichem. De boot die ze namen was overbeladen en kapseisde, waarbij Jan III en zijn gezellen verdronken. Zijn goederen, waaronder Renesse en Brouwershaven, werden verbeurdverklaard en vielen toe aan Witte van Haamstede, die de resterende Vlaamse legers uit Holland verdreef. Jan III stierf derhalve met de reputatie ontrouw te zijn geweest aan zijn heer.
In 1308 werd Gouda met enkele bijbehorende bezittingen toebedeeld aan Jan van Beaumont, de jongere broer van graaf Willem III van Holland, zoon van Jan II.